# Toonstruck
Toonstruck ist ein Point-and-Click-Adventure, das 1996 von Virgin Interactive veröffentlicht wurde. Die Hauptfigur, Mal Block, wird von Christopher Lloyd verkörpert.

## Handlung
Der Cartoonzeichner Mal Block schläft während der Arbeit an einem neuen Cartoon ein und erwacht scheinbar in einer Zeichentrickwelt. Dort wird er vom König von Niedlingen gebeten, den Grafen Widerlus davon abzuhalten, Niedlingen in einen dunklen Ort zu verwandeln. Block nimmt die Aufgabe an und erhält Hilfe von Flux W. Wild, einer von ihm geschaffenen Comicfigur. Gemeinsam schaffen sie es, einen Apparat zu erschaffen, der Niedlingen wieder in einen fröhlichen Ort verwandelt. Dann wird Block jedoch von Graf Widerlus' Schergen gefangen genommen und in dessen Schloss verschleppt. Dort wird ihm von Graf Widerlus eine Flüssigkeit injiziert, die ihn in eine Comicfigur verwandeln soll. Schließlich gelingt es ihm, sich zu befreien und in die reale Welt heimzukehren. Das Spiel endet mit einer Videosequenz, an deren Ende Block einen Hilferuf von Flux W. Wild erhält, aufgrund dessen er wieder in der Comicwelt landet.

## Spielprinzip und Technik
Toonstruck ist ein Point-and-Click-Adventure. Aus Sprites zusammengesetzte Figuren agieren vor handgezeichneten, teilanimierten Kulissen. Mit der Maus kann der Spieler seine Spielfigur durch die Örtlichkeiten bewegen und mit den Maustasten Aktionen einleiten, die den Spielcharakter mit seiner Umwelt interagieren lassen. Mal Block kann so Gegenstände finden und sie auf die Umgebung oder andere Gegenstände anwenden sowie mit NPCs kommunizieren. Mit fortschreitendem Handlungsverlauf werden weitere Orte freigeschaltet. Alle dargestellten Figuren sind Comicfiguren. Eine Ausnahme bildet der Protagonist Mal Block, gespielt von Christopher Lloyd, dessen reale Figur sich in den gezeichneten Bildern bewegt. In zwei der zwischengeschalteten Videosequenzen tritt außerdem noch Blocks Arbeitgeber Sam Schmaltz, gespielt von Ben Stein, als reale Person auf.

## Produktionsnotizen
Toonstruck gehörte zu den ersten Entwicklungsarbeiten von Burst, einem internen Entwicklungsstudio von Virgin Interactive Entertainment mit Sitz in Irvine (Kalifornien), später besser bekannt als Westwood Pacific. Seit Februar 2011 wird das Spiel von der Interpreter-Software ScummVM unterstützt.

### Synchronsprecher
| Rolle                           | Original-Sprecher  | Deutsche Sprecher |
| ------------------------------- | ------------------ | ----------------- |
| Drew Blanc (Mal Block)          | Christopher Lloyd  | Helmut Krauss     |
| Count Nefarious (Graf Widerlus) | Tim Curry          | Joachim Kerzel    |
| Flux Wildly (Flux W. Wild)      | Dan Castellaneta   | Robert Missler    |
| King Hugh (König Nick)          | David Ogden Stiers | Martin Heckmann   |
| Sam Schmaltz                    | Ben Stein          | Joachim Kerzel    |

## Rezeption
Toonstruck wurde von der Presse in weiten Teilen gut aufgenommen.
So lobte das Coming Soon Magazine beispielsweise Humor und Handlung, aber auch technische Elemente wie Soundtrack oder Grafik, und erklärte Toonstruck schließlich zum Vorbild für andere Spiele. Das deutsche Spielemagazin PC Games stufte vor allem Dialoge und Animationsszenen als gelungen ein. Die Zeitschrift Quandary wiederum hob insbesondere die ihrer Meinung nach gelungene Leistung Christopher Lloyds sowie der englischen Synchronisatoren hervor.
Das deutsche Magazin PC Player fand auch die deutsche Synchronisation hervorragend. In der PC Action wurde bemerkt, dass die Möglichkeiten einer Cartoonwelt für anspruchsvolle Rätsel gut genutzt werde. Frischer Witz und eine einfache Benutzerführung sorgen für PC Spiel für hohen Spielspaß. Für Power Play seien die Rätsel zwar sehr originell aber schlicht zu leicht. Der Humor sei teils sarkastisch, teils zuckersüß aber auch mitunter derb. Es sei ein gelungenes Comeback des Grafikadventures. Die Interaktion zwischen Schauspieler und Zeichentrick sei technisch perfekt gelöst.
Kritische Stimmen, wie die der Zeitschrift Just Adventure, die sowohl Dialoge als auch Handlung als mangelhaft einstufte, waren dagegen eher selten.

“Toonstruck is such a well-crafted game it's hard not to enjoy yourself. The voice work is excellent and the story is amusing enough to get you through the slow parts. In the end, though, it's the puzzles that make the game so great, and finishing Toonstruck only made me wish there was a sequel looming on the horizon.”

„Toonstruck ist ein solch gut gemachtes Spiel, dass es schwierig ist, keine Freude daran zu haben. Die Sprachausgabe ist exzellent und die Handlung amüsant genug, um einen durch die langsameren Abschnitte durchzubringen. Am Ende aber sind es die Rätselaufgaben, die das Spiel so großartig machen, und das Ende von Toonstruck weckte in mir einfach nur den Wunsch, dass ein Nachfolger am Horizont erscheinen möge.“

Petra Schlunk von der Computer Gaming World vergab für das Spiel die Bestbewertung von fünf Punkten und bezeichnete das Spiel als „das vermutlich lustigste Adventurespiel seit Day of the Tentacle“. Das Fachmagazin Adventure Gamers ordnete Toonstruck 2011 in seiner Liste Top 100 All-Time Adventure Games auf Platz 93 ein.

## Fortsetzung
Ursprünglich war eine deutlich längere Handlung geplant. Wegen der damals noch hohen Kosten der Speichermedien sowie aufgrund des Termindrucks wurde entschieden, die Handlung in zwei verschiedene Veröffentlichungen aufzuteilen. Zum letztlich veröffentlichten ersten Teil wurde eine neue Endsequenz hergestellt. Mangels kommerziellen Erfolges des ersten Teils wurde auf die Fertigstellung der Fortsetzung verzichtet, obwohl viele Grafiken sowie die Spiel-Engine bereits fertiggestellt waren und auch die Rahmenhandlung feststand.
Seit Herbst 2009 existiert ein Projekt von Fans des Spieles mit dem Ziel, die noch vorhandenen Fragmente zu sammeln und zusammenzufügen sowie die Lücken mit eigenen Ideen aufzufüllen, um den zweiten Teil doch noch fertigzustellen. Am 3. August 2010 wurde eine Online-Petition hierzu ins Leben gerufen und auch eine unterstützende Gruppe bei Facebook gestartet. Keith Arem, der die Rechte an Toonstruck innehat, nahm hierzu umgehend Stellung. Er sagte aus, dass er sowohl Toonstruck für moderne Betriebssysteme portieren- als auch Toonstruck 2 fertigstellen wolle. Dafür sei jedoch eine erhebliche Unterstützung der Fangemeinde nötig. Am 5. Februar 2014 teilte Arem mit, dass, nachdem er sich in der letzten Zeit um Call of Duty und Titanfall habe kümmern müssen, er nun die Zeit für gekommen halte, Toonstruck wieder zum Leben zu erwecken. Er verwies auf die Schwierigkeiten einer Finanzierung des Projektes, die ihre Gründe auch in dem geringen Erfolg des ersten Teils hätten und meinte, das Projekt sei nur mit einer riesigen Fangemeinde umzusetzen. Er zollte den Initiatoren und Unterstützern der Kampagne seinen Respekt und forderte sie gleichzeitig auf, für eine weitere Verbreitung zu sorgen, um Flux und Drew wieder sicher nach Hause zu bringen.